# Hildegard Lächert
Pour les articles homonymes, voir Lachert.
Marthe Luise Hildegard Lächert, née le 19 mars 1920 et morte le 14 avril 1995, était une gardienne SS (Aufseherin) de plusieurs camps de concentration nazis pendant la Seconde Guerre mondiale. Connue pour son extrême cruauté, elle est surnommée « Brigitte la Sanglante » par les prisonniers.

## Biographie

### Jeunesse et formation
Marthe Luise Hildegard Lächert naît le 19 mars 1920 à Berlin. Elle étudie les soins infirmiers et a deux enfants. Elle travaille dans une usine de munitions.

### Camps de concentration
Elle intègre le personnel du camp de Majdanek comme gardienne auxiliaire (Aufseherin) en octobre 1942. Mère avec  deux enfants à charge, elle y bénéficie d'un meilleur salaire, d'un logement de fonction et d'une assurance maladie, et intègre le milieu des SS. Elle s'occupe de l'appel du matin des prisonniers du camp, choisissant les personnes qui réaliseront les travaux forcés et celles qui seront envoyées dans les chambres à gaz. Une survivante indique que Lächert fait sortir du rang les prisonniers en les tirant par les épaules, les cheveux, ou les oreilles, et en les frappant avec son fouet. Des témoignages rapportent qu'elle sourit toujours. Des survivants du camp de Majdanek indiquent qu'elle lâche régulièrement son chien sur les prisonnières, pour les déchiqueter, y compris une fois sur une femme enceinte et elle piétine à mort.
Elle travaille ensuite à Ravensbrück puis à Auschwitz-Birkenau.
En 1944, après la naissance de son troisième enfant, elle est envoyée au camp de concentration d'Auschwitz. Elle fuit le camp en décembre 1944. Son parcours est ensuite flou. Elle aurait été surveillante dans un camp de détention à Bolzane, au nord de l'Italie, ou bien au camp de concentration de Mauthausen-Gusen en Autriche.
Elle est connue pour son extrême cruauté envers les prisonniers, décrite par plusieurs rescapés des camps de concentration dans lesquels elle a travaillé. Elle frappe les visages et les parties génitales des prisonniers, qu'elle écrase une fois qu'ils sont tombés à terre. Elle est connue pour avoir piétiné à mort des prisonniers. Il est rapporté qu'elle frappe tellement souvent les prisonniers et y prend tellement plaisir que le surnom de « Brigitte la Sanglante » lui est attribué.

### Procès
En novembre 1947, elle comparaît au tribunal suprême polonais à Cracovie, avec quatre autres gardiennes et 35 SS, pour les crimes perpétrés à Auschwitz. Elle est assise à côté de trois autres anciennes femmes SS, Alice Orlowski, Therese Brandl et Luise Danz[Passage contradictoire][réf. nécessaire]. Elle est condamnée le 22 décembre 1947 à une peine de 15 ans de prison,. Elle est libérée neuf ans plus tard, en 1956, d'une prison de Cracovie.
Du 26 novembre 1975 au 30 juin 1981, le gouvernement allemand juge à Düsseldorf seize anciens gardiens du camp de concentration de Majdanek, dont Lächert fait partie. Elle comparaît avec Hermine Braunsteiner et Alice Orlowski.
Ce tribunal la condamne à douze ans d'emprisonnement ; elle passe cinq ans en détention.

### Double vie
Une enquête du journal Der Spiegel publiée en 2016 révèle que Lächert devient espionne pour la CIA et le service fédéral de renseignement allemand après sa libération de prison.
Elle meurt à Berlin en 1995.